# اومگا (اوکلاهما)
اومگا (به انگلیسی: Omega) یک منطقهٔ مسکونی در ایالات متحده آمریکا است که در شهرستان کینگ‌فیشر، اکلاهما واقع شده‌است.